# テキリスゲ
テキリスゲ (Carex kiotensis) は、単子葉植物カヤツリグサ科スゲ属の多年生草本である。

## 特徴
山間の地域に生育し、特に水辺に多い種である。名前は「手切り菅」で、葉の縁がざらつき、手が切れそうということから。
根茎はごく短く、根出葉を密生する。草丈は50cm位までになる。匍匐茎を出さず、密に集まった株立ちになる。根元には褐色の鞘があり、糸網があるが、それ以外は全株が黄緑色。
葉は細長く、薄くて硬い。葉の主脈がくぼむが、主脈と葉の縁との間に縦膝がある。葉の裏側は白く粉を吹いたようになる。葉の縁や、花茎の稜は強くざらつく。
花は初夏に出る。花茎は葉と同じくらいの高さに伸び、やや先端が傾く。茎の断面ははっきりした三角。小穂は先端近くに集まる。苞は鞘がなく、長い葉状部がある。小穂は、先端に雄小穂、それより下に数個の雌小穂がつく。
雄小穂は淡い褐色、細長い線形で紐状に伸びて5-8cm、短い柄があってやや垂れる。側小穂は棒状で5-8cm、下部のものはやや離れ、柄があって垂れる。小穂そのものも柔らかく、斜めに出たものも先端部は下に向く。果胞が密に着いた柔らかい紐、といった感じになる。
果胞は2-2.5mmで広卵形、偏平で短い嘴がある。果実は卵円形で、柱頭は二本に分かれる。

## 分布と成育環境
山間部に生育する。開けた場所に多く、特に撹乱をうけた場所に出現する。また、湧き水のところに出ることがよくあり、林道わきの水の出る場所などには大株が多数見られる。
日本特産で、北海道から九州までと八丈島に分布する。

## 近似種
非常によく似た種にヤマテキリスゲ (C. flabellata H. Lev. et Vaniot) がある。見かけも細部もよく似ているが、植物体がざらつかない。細部では果胞に脈があるなどの違いがあり、別種とされる。北海道、本州と四国に分布し、やや寒地に産する。
他に、大柄で、苞に鞘がなく、細長い小穂を垂らすようにつけるものとしては、オタルスゲ、アゼナルコ、アズマナルコ、シラスゲ、ヤラメスゲなどがある。その中でも小穂が紐のようにだらりとしている様子はかなり独特である。

## 分類
アゼスゲ節 (Sect. Carex) に含める。